# Ujunggede
Ujunggede is een bestuurslaag in het regentschap Pemalang van de provincie Midden-Java, Indonesië. Ujunggede telt 6154 inwoners (volkstelling 2010).